# Scolecithricella nicobarica
Scolecithricella nicobarica är en kräftdjursart som först beskrevs av Sewell 1929.  Scolecithricella nicobarica ingår i släktet Scolecithricella och familjen Scolecitrichidae. Inga underarter finns listade i Catalogue of Life.